# Елагин, Юрий Борисович
Юрий Борисович Елагин (англ. Yuri Yelagin) (31 мая 1910, г. Москва, Российская империя — 21 августа 1987, г. Вашингтон, США), русско-американский скрипач, писатель, театральный деятель.
Играл в оркестрах ряда московских драматических театров, включая МХАТ, Театр имени Вахтангова и др.
Родился в Москве в семье инженера из династии крупных фабрикантов — до революции деду Елагина принадлежала текстильная фабрика в г. Богородске. В 1929 году вместе с отцом был арестован; после проведения трех с половиной месяцев в Бутырской тюрьме, отпущен.
Во время Второй мировой войны будучи в Кисловодске, оказался в зоне оккупации. Стал сотрудником Министерства пропаганды (отдел «Винета»), жил в Берлине, затем вместе с женой Верой переехал в Торн, где выступал как музыкант. 
После войны находился в лагерях для перемещенных лиц (в июне 1945 года — в городе Хоф). Избежав выдачи в СССР, ненадолго поселился в Мюнхене, а в декабре 1947 года эмигрировал в США. Стал концертмейстером Хьюстонского симфонического оркестра (Houston Symphony Orchestra) под управлением Леопольда Стоковского (Leopold Stokowsky).
В 1965 году оставил музыку, переехал в Нью-Йорк и занялся литературным творчеством в качестве писателя и переводчика. Писал для журнала «Америка», до конца жизни был главным редактором русскоязычной версии журнала «Диалог», в котором печатались произведения известных американских писателей, а также критика, поэзия, философия и статьи на актуальные общественные темы.
Автор книги «Укрощение искусств» (1952; выдержала несколько изданий) и одной из лучших биографий В. Э. Мейерхольда «Темный гений. Всеволод Мейерхольд» с предисловием Михаила Александровича Чехова (1955).

## Публикации

### Книги
- «Укрощение искусств». Предисловие М. Ростроповича; послесловие К. Виллингхэм. — М.: Русский путь, 2002.
- «Темный гений». М.: Вагриус, 1998.

### Статьи
- Удар по русской музыке // Новое русское слово.— Нью-Йорк, 1948.— 16 февраля (№ 13080).— С. 3.
- Шостакович или Дунаевский? История одной музыкальной карьеры // Новое русское слово.— Нью-Йорк, 1948.— 25 марта (№ 13118).— С. 2, 3.
- Музыкальные вкусы Сталина // Новое русское слово.— Нью-Йорк, 1948.— 3 апреля (№ 13127).— С. 2, 3.
- Итоги музыкального разгрома // Новое русское слово.— Нью-Йорк, 1948.— 17 мая (№ 13170).— С. 2, 3.
- Открытое письмо Д. Д. Шостаковичу // Новое русское слово.— Нью-Йорк, 1949.— 27 марта (№ 13484).— С. 5.— (Грядущая Россия: Бюллетень Лиги борьбы за народную свободу / Ред. А. Ф. Керенский; № 2).
- Речь Елагина [на публичном собрании угнетаемых коммунизмом народов в Карнеги Холл 5 мая] // Новое русское слово.— Нью-Йорк, 1949.— 8 мая (№ 13526).— С. 5.— (Грядущая Россия: Бюллетень Лиги борьбы за народную свободу / Ред. А. Ф. Керенский; № 5).
- Наши союзники // Новое русское слово.— Нью-Йорк, 1949.— 19 июня (№ 13568).— С. 6.— (Грядущая Россия: Бюллетень Лиги борьбы за народную свободу / Ред. А. Ф. Керенский; № 8).
- Ленин и Сталин на сцене / [Примеч. ред.] // Новое русское слово.— Нью-Йорк, 1950.— 24 декабря (№ 14121).— С. 6.— (Грядущая Россия: Бюллетень Лиги борьбы за народную свободу; № 37).
- Театр имени Вахтангова // Новый журнал.— Нью-Йорк, 1951.— № 26.— С. 168—182.
- Биография Мейерхольда // Новое русское слово.— Нью-Йорк, 1953.— 1 июня (№ 15010).— С. 4.— (Письмо в редакцию).
- Коллективу театра имени Вахтангова // Новое русское слово.— Нью-Йорк, 1953.— 3 июня (№ 15012).— С. 3.
- К докладу о В. Мейерхольде // Новое русское слово.— Нью-Йорк, 1974.— 13 апреля (№ 22289).— С. 4.— (Письма в редакцию).